# Alpha Centauri (musikalbum)
Alpha Centauri är det andra studioalbumet med det tyska bandet Tangerine Dream, utgivet mars 1971 av skivbolaget Ohr. Albumet återutgavs senare med 3 bonusspår.

## Låtlista
Sida 1
1. "Sunrise in the Third System" – 4:21
2. "Fly and Collision of Comas Sola" – 13:23

Sida 2
1. "Alpha Centauri" – 22:04

Bonusspår
1. "Oszillator Planet Concert" – 8:03
2. "Ultima Thule, Part One (2000 remix)" – 3:24
3. "Ultima Thule, Part Two" – 4:24

- Alla låtar skrivna av Edgar Froese/Tangerine Dream.

## Medverkande
Musiker
- Edgar Froese – gitarr, orgel, basgitarr
- Christopher Franke – trummor, percussion, flöjt, cittra, piano, synthesizer (VCS3)
- Steve Schroyder – orgel, röst, eko-maskin, percussion
- Udo Dennebourg – flöjt, röst
- Roland Paulyck – synthesizer

Produktion
- Tangerine Dream – musikproducent
- Dieter Dierks – ljudtekniker
- Edgar Froese, Monique Froese – omslagsdesign, omslagskonst